# Sauce à l'aneth au miel

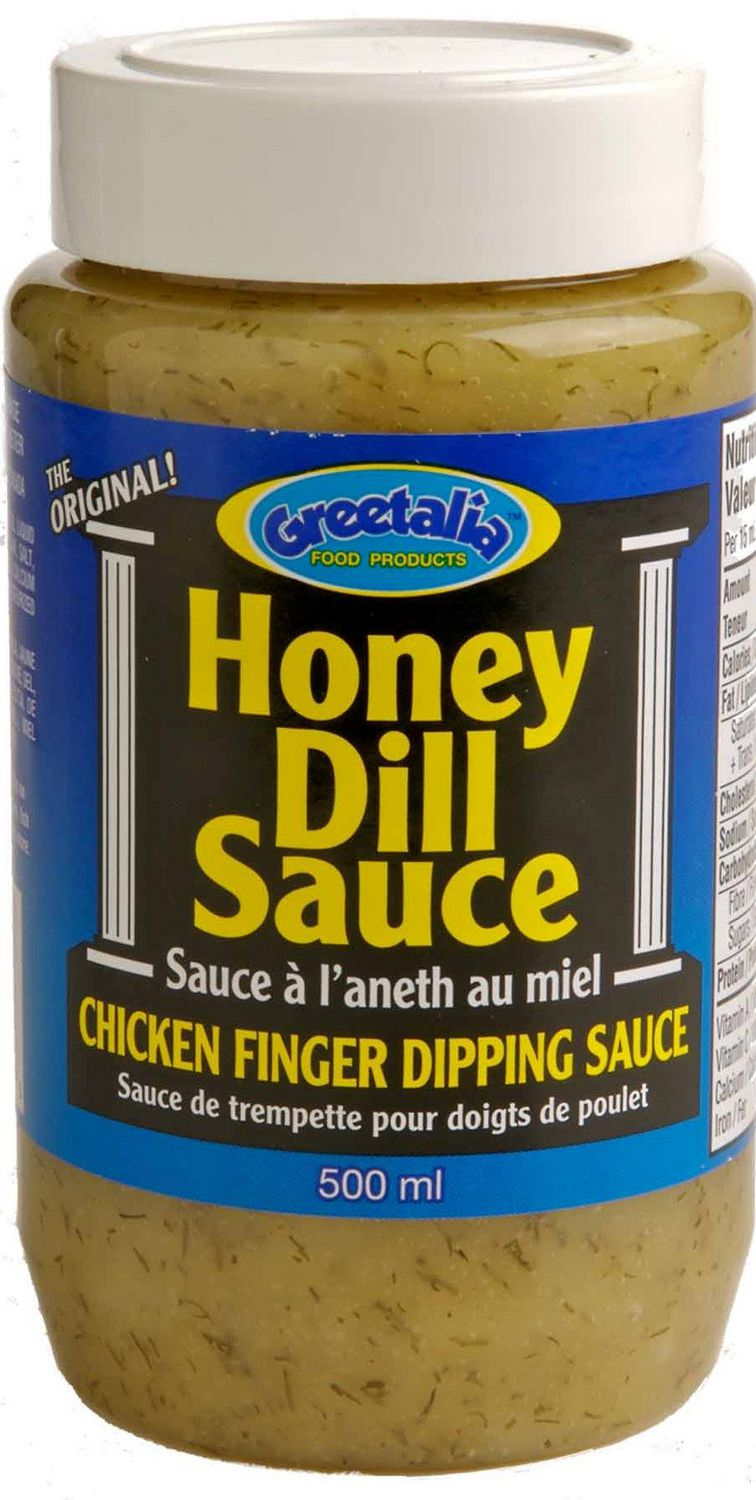
Pot de sauce à l'aneth au miel.

La sauce à l'aneth au miel (Honey Dill Sauce en anglais) est un condiment à base de miel, de mayonnaise et d'aneth séché qui est propre au Manitoba, au Canada. Il est souvent utilisé comme trempette pour les bâtonnets de poulet ainsi que pour les frites de patates douces. La sauce a été inventée par erreur au Mitzi's Chicken Finger Restaurant dans le centre-ville de Winnipeg. Le restaurant se spécialisait dans les bâtonnets de poulet, le repas pour lequel la sauce est principalement utilisée. Son propriétaire a essayé de copier par goût une recette différente d'un autre restaurant, mais s'est trompé. La sauce accidentelle a été si populaire au restaurant qu'elle a pris son essor localement dans la province. Le Choix du Président a commercialisé une marque à l'échelle nationale, mais les ventes à l'extérieur du Manitoba étaient trop lentes. Aujourd'hui, la plupart de la production est assurée par un producteur local de Winnipeg ou en interne dans les restaurants. 